# 해리 레닉스
해리 레닉스(Harry Lennix, 1964년 11월 16일 ~ )는 미국의 배우이다.

## 출연 작품

### 영화
- 《매트릭스2》
- 《매트릭스3》
- 《스테이트 오브 플레이》 - 도널드 벨 역
- 《배트맨 대 슈퍼맨: 저스티스의 시작》 - 스와닉 역

### 드라마
- 《커맨더 인 치프》